# 東夷
東夷（とうい）は、周代及びその後の中国東方の異民族の総称で、四夷の一つである。夷（い）。
なお、「夷」という漢字は矢に縄を巻き付けたさまを象る象形文字で、これを異民族を指す単語に当てるのは仮借による。『説文解字』では「大」と「弓」とから構成されると説明されているが、これは訛変を経た後世の形に基づく誤った分析である。甲骨文字や金文の形を見ればわかるように、「大」とも「弓」とも関係がない。
本来は古代中国の東に位置する山東省あたりの人々に対する呼び名であったが、秦以降は朝鮮半島・日本列島などに住む異民族を指すようになった。後に日本でも異民族を意味する「エビス」という語と一体化し、朝廷（京）から見て東国や蝦夷の人々のことを「東夷（あずまえびす・とうい）」「夷（い・えびす）」と呼んだ。

## 中国での用法

周代の東夷

紀元前1世紀頃の東夷諸国。

2世紀頃の東夷諸国。

4世紀頃の東夷諸国。

5世紀頃の東夷諸国。

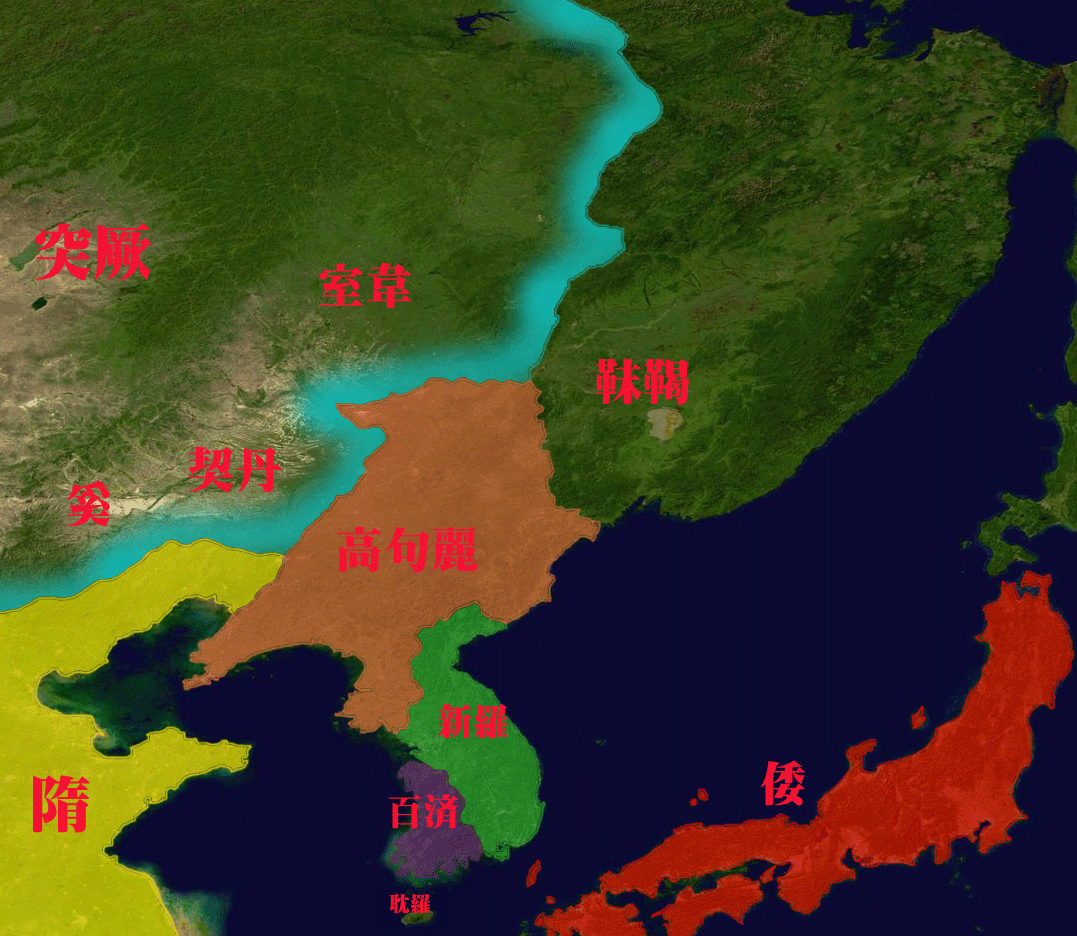
6世紀頃の東夷諸国。

8世紀、9世紀頃の東夷諸国。

太古の先秦時代、東夷は山東省にあった諸民族を指し、華夏族の起源の一つである。
秦以降、黄河文明の担い手であった漢民族は、自らを「華」「夏」「華夏」などと称し、周辺の諸民族を「東夷」「北狄」「西戎」「南蛮」と呼んでいた。
中国戦国時代の儒学者である孟子は『孟子』において、「舜は諸馮に生まれて負夏に移り、鳴條で亡くなった東夷の人である。文王は岐周に生まれ、畢郢に死した西夷の人だ」として、舜は「東夷」の人、周の文王は「西夷」の人であると述べている。

### 東夷とよばれた民族・国家
後漢書東夷伝によると
江蘇省・山東省付近（太字は九夷）
- 畎夷・於夷・方夷・黄夷・白夷・赤夷・玄夷・風夷・陽夷・嵎夷・藍夷・徐夷・淮夷・泗夷

中国東北部・朝鮮半島・日本列島
- 夫餘国・高句麗・東沃沮・北沃沮・粛慎氏（挹婁）・濊・韓（三韓）・倭人（倭国）・百済国・加羅国・勿吉国（靺鞨）・失韋国（室韋）・豆莫婁国・地豆于国・庫莫奚国（奚）・契丹国・烏洛侯国・裨離国・養雲国・寇莫汗国・一群国・新羅国・琉求国（流求国）・日本国・流鬼

### 歴史
昔、堯が羲仲（ぎちゅう）に命じて嵎夷（ぐうい）に住まわせた。そこを暘谷（ようこく）といい、日の出る所とされた。夏后氏（夏王朝）の太康が徳（天命）を失うと、夷人は初めて叛乱を起こした。
少康（在位：前2118年 - 前2058年）以後、東夷は代々夏王朝の王化に服していた。やがて王化がいきわたり、東夷たちは王門まで招かれるようになったため、そこで彼らの音楽や舞踊を披露した。
桀（在位：前1818年 - 前1766年）が暴虐をほしいままにすると、諸夷は中原に侵入し、殷の湯（とう）は革命 を起こして夏王朝を滅ぼし、諸夷を平定した。
仲丁（在位：前1562年 - 前1549年）の時代、藍夷（らんい）が中国に侵入して略奪をはたらいた。これより300余年の間、諸夷は服属と叛乱を繰り返すこととなる。
武乙（在位：前1198年 - 前1194年）の時代になると、殷王朝はすっかり衰え、逆に東夷が盛んとなる。その後、東夷は淮水流域や泰山周辺に移り住み、次第に中国本土に移住するようになった。
周の武王が殷の帝辛（紂王）を滅ぼすと（前1046年）、粛慎（しゅくしん）が石砮（せきど）と楛矢（こし）を献上してきた。武王の死後、管叔鮮と蔡叔度が周に背き、夷狄を招き寄せて叛乱を起こすが、周公旦によって征伐され、かくして東夷は平定された。
周の康王（在位：前1078年 - 前1052年）の時、粛慎がふたたび至る。後に徐夷（じょい）が王位を僭称し、九夷を率いて宗主国である周を撃つべく、西の河（黄河）にまで迫って来た。穆王（在位：1001年 - 前946年）はその勢力が血気盛んなのを恐れて東方の諸侯を分割し、徐の偃王に与えた。偃王は潢池の東におり、仁義による政治をおこなったため、その国への朝貢者は36国にもおよんだ。そこで穆王は楚に命じて徐国を討伐させた。偃王は慈悲深い人であったため、道理にはずれたことをせず、徐の国民を戦闘に駆り立てることをしなかった。そのため楚に敗れ、北の彭城武原（現在の江蘇省徐州市邳州市付近）の東山の麓へ逃れたが、徐の国民数万人も偃王に随ってこの地に住み着いた。そのためその山は徐山と呼ばれるようになる。
周の厲王（在位：前878年 - 前841年）が無道であったため、淮夷（わいい）は中国に侵入して略奪をおこなった。厲王は虢仲に命じてこれを征伐させたが勝てなかった。宣王（在位：前827年 - 前782年）の時代、周は召公に命じて再び討伐をおこない、淮夷の平定に成功した。
周の幽王（在位：前782年 - 前771年）が悪政を行い、四夷の侵入を招いたため、周王朝は東の洛邑に遷都することとなった（春秋戦国時代の始まり）。その後、斉の桓公が春秋の覇者となると、斉の周辺の東夷諸族を追い払った。
楚の霊王（在位：前540年 - 前529年）が諸侯や淮夷らと申で会盟したのを機会に淮夷は楚に朝貢し、盟を守った。後に越が瑯琊に遷都すると、越王の勾践は淮夷を征伐し、諸夏を撃って山東地方の小国を侵略していった。
秦が六国を併合して中国を統一すると（前221年）、淮夷や泗夷はすべて分散し、秦の民戸となる。
中国東北部の東夷
陳勝・呉広の乱をきっかけに秦朝が滅ぶと（前207年）、燕人の衛満は避地である朝鮮に拠り（前195年）、その国の王となった（衛氏朝鮮）。それから100余年後、前漢の武帝によって衛氏朝鮮が滅ぼされると（前108年）、中国東北部の東夷諸族は漢朝に朝貢するようになる。
新の王莽が帝位を簒奪すると（8年）、貊人は辺境を寇した。後漢の建武（25年 - 56年）の初め、東夷諸国はふたたび朝貢した。時に遼東太守の祭肜の威勢は北方の諸族を畏れさせたため、その名声が海の向こうにまで届き、濊・貊・倭・韓といった諸族が万里の果てから中国に朝貢してきた。特に章帝・和帝以後は使節が往来するようになった。安帝の永初年間（107年 - 114年）に後漢の政治が多難になると、東夷諸族が初めて入寇するようになる。桓帝・霊帝の失政では、年ごとにその混乱が大きくなっていった。
後漢末期の動乱により、遼東地域には公孫氏が三代にわたって割拠していた。中国の天子はこの地域を絶域とし、その一切を公孫氏に委任していた。そのため中国と東夷諸国との国交が断絶してしまった。魏の景初年間（237年 - 240年）、明帝（曹叡）は司馬懿に命じて公孫淵討伐を行い、楽浪郡や帯方郡までを支配することに成功した（238年）。これによって東夷諸国は魏に屈服し、以前のように国交が回復された。
これ以後も歴代の中国王朝と東夷諸国との交わりは行われ、その歴史は二十四史の各『東夷伝』に記されることとなる。

### 意味合い
周代以前の「夷」は現在の江蘇省や山東省付近に住んでいた民族を指していた。そのころの「夷」の意味合いとして『後漢書』東夷伝に以下のように記されている。
| 「 | 『礼記』王制篇に「東方のことを夷という。夷とは根本の意味である」とあり、その意味は「恵み育て生命を尊重することで、万物は土地に根ざしてできるものである」となる。そのため、東夷諸民族は生まれつきが従順で、道理をもってすれば容易に治められるといい、君子の国や不死の国 があるとさえいわれる。 | 」 |

このように初めの「夷」には侮蔑的な意味合いは見受けられず、むしろ好意的な印象を受ける。しかし周代以降、現在の江蘇省や山東省付近に斉や魯といった漢民族系の国々が建国され、東夷と呼ばれた人々が漢民族に同化されていくと、「東夷」という言葉は現在の中国東北部や朝鮮半島に住んでいた人々、すなわち濊・貊・倭・韓といった諸民族を指す用語となった。
しかし、中国東北部の東夷においても「東夷は一般に心穏やかに行動し、心に謹むことを慣習としている。これは他の三方の蛮夷（北狄・西戎・南蛮）と異なるところである」 と記し、また「東夷諸国は夷狄の邦（くに）といえども、俎豆（そとう） の礼がある。中国ではすでにその礼を失ってしまったが、東夷ではそれがまだ信じられている」 と記していることから、侮蔑というよりむしろ敬意を感じる。

## 日本での用法
日本では「夷」をえびす、えみし、ころす、たいらげる、と訓読させた。「蝦夷（えみし、えびす、えぞ）」や「東夷（あずまえびす）」などにその用法が見られる。また都から遠くはなれた未開の土地（田舎）の風俗をさす夷曲（ひなぶり）として、上代の歌謡の一種、あるいは田舎風の詩歌、狂歌として表現した。
『日本書紀』では景行天皇条に武内宿禰が北陸及び東方諸国を視察した際の記述として「東の夷の中に、日高見国有り。その国の人、男女並に椎結け身を文けて、人となり勇みこわし。是をすべて蝦夷という」とある。また荒々しい武士、情を理解しない荒っぽい人、風情が無く、教養・文化に欠ける人、特に東国の武士を京都の人から見て「あずまえびす」「えびす」と呼称した。

## 日本語の起源との関連
フィンランドの言語学者、ユハ・ヤンフネンは、先日本祖語 (Pre-Proto Japanese) がシナ語派と同様の類型論的特徴（単音節の声調言語）を持っており、山東半島近くの沿岸にいた東夷の一種の言語であったが、朝鮮半島に進入して、そこで高句麗語のような言語と接触してアルタイ語的な類型論的特徴を獲得した後、九州から日本に入ったという仮説を提出している。